# Телескоп Максутова

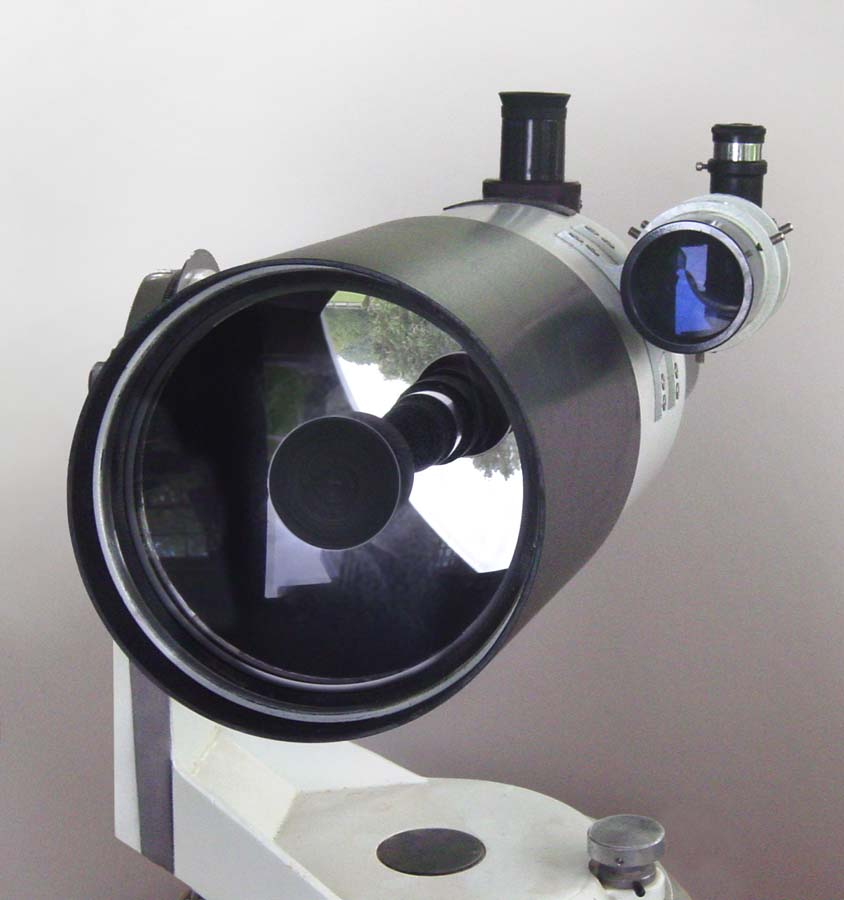
Телескоп Максутова — Кассегрена диаметром 150 мм

Система Максутова — одна из разновидностей зеркально-линзовых оптических систем. На её принципах основан Телескоп Максутова.

## Историческая справка
В 1941 году советский учёный-оптик Дмитрий Максутов пришёл к выводу, что сферическую аберрацию сферического зеркала можно компенсировать мениском большой кривизны. Найдя удачное расстояние между мениском и зеркалом, Максутов сумел избавиться от комы и астигматизма. Кривизну поля, как и в камере Шмидта, можно устранить, установив вблизи фокальной плоскости плоско-выпуклую (или плоско-вогнутую, в зависимости от аберрации) линзу — так называемую линзу Пиацци-Смита.

Оптическая схема телескопа Максутова — Кассегрена

Проалюминировав центральную часть мениска, Максутов получил менисковые аналоги телескопов Кассегрена и Грегори. Были предложены менисковые аналоги практически всех интересных для астрономов телескопов. В частности, в современной любительской астрономии повсеместно применяются телескопы Максутова — Кассегрена, встречаются Максутова — Ньютона и существуют редкие единичные экземпляры Максутова — Грегори.

## Разновидности
Существуют два основных типа телескопов Максутова — Кассегрена, различие между которыми состоит в типе вторичного зеркала. В одном случае вторичное зеркало, как было указано выше, является алюминированным кружком на внутренней поверхности мениска. Это упрощает и удешевляет конструкцию. Однако, так как радиусы кривизны внешней и внутренней поверхности мениска одинаковы, для устранения сферической аберрации до приемлемых величин приходится увеличивать фокальное отношение системы. Поэтому абсолютное большинство коммерчески выпускающихся небольших телескопов любительского класса являются длиннофокусными и имеют фокальное отношение порядка 1/12—1/15.
Для создания более светосильных систем и телескопов высокого класса применяют отдельное вторичное зеркало, крепящееся к мениску. Наличие отдельного зеркала позволяет придать ему необходимую геометрическую форму, не изменяя при этом конструкцию мениска. В англоязычных источниках данный вариант телескопа Максутова обозначается как Maksutov–Sigler или Maksutov–Rutten.